# Kamienobród
Kamienobród (ukr. Кам'янобрід, Kamjanobrid) – wieś na Ukrainie w rejonie jaworowskim należącym do obwodu lwowskiego. 
II Rzeczypospolitej wieś w powiecie gródeckim województwa lwowskiego.
20 czerwca 1944 nacjonaliści ukraińscy z OUN-UPA zamordowali tutaj 12 Polaków.